# Episodi di Maledetti scarafaggi (seconda stagione)
La seconda stagione di Maledetti scarafaggi è andata in onda in Francia, sul canale France 3, a partire dal 6 settembre 2000. In Italia è andata in onda su Italia 1, tra il 2002 e il 2003.
| n° | n°  | Titolo originale                              | Titolo italiano                            | Prima TV Francia | Prima TV Italia                                              |
| -- | --- | --------------------------------------------- | ------------------------------------------ | ---------------- | ------------------------------------------------------------ |
| 27 | 79  | En piste                                      | Fama e Gloria                              | 6 settembre 2000 | Fame and Glory (6 Dicembre 2003)                             |
| 27 | 80  | L'Art du camouflage                           | Nascosto e ammalato                        |                  | Hide and Sick (8 Dicembre 2003)                              |
| 27 | 81  | La Sœur d'Oggy                                | Amore e baci                               |                  | Love and Kisses (12 Dicembre 2003)                           |
| 28 | 82  | De pis en pis                                 | La via Lattea                              |                  | Milk Diet (13 Dicembre 2003)                                 |
| 28 | 83  | Ça baigne                                     | Giorno di bucato                           |                  | Wash Day (23 Dicembre 2003)                                  |
| 28 | 84  | Oggy fait du shopping                         | Shopping folle                             |                  | Crazy Shopping (3 Gennaio 2004)                              |
| 29 | 85  | Tout schuss                                   | La mania dello sci                         |                  | Ski Bugs (19 Gennaio 2004)                                   |
| 29 | 86  | En pleine déforme                             | Completamente fuori forma                  |                  | All Out of Shape (1 Febbraio 2004)                           |
| 29 | 87  | Le Cousin de la cambrousse                    | Collorosso pidocchioso                     |                  | Roachy Redneck (18 Febbraio 2004)                            |
| 30 | 88  | Bonnes vacances, Oggy                         | Oggy il vagabondo                          |                  | Hit the Road Oggy (8 Marzo 2004)                             |
| 30 | 89  | Madame le pingouin                            | Il pinguino                                |                  | Penguin Pandemonium (16 Marzo 2004)                          |
| 30 | 90  | La Fin des haricots                           | Questo è l'ultimo filo                     |                  | That's the Last Straw! (20 Marzo 2004)                       |
| 31 | 91  | Mouvement perpétuel                           | Movimento continuo                         |                  | Perpetual Motion (16 Aprile 2004)                            |
| 31 | 92  | Touristamania                                 | Vita in spiaggia                           |                  | Life's a Beach (12 Maggio 2004)                              |
| 31 | 93  | Maman, tu piques !                            | Salvate Dee Dee!                           |                  | Saving Private Dee Dee! (19 Maggio 2004)                     |
| 32 | 94  | Le Poil à rire                                | Il gas della risata                        |                  | Laughing Gas (12 Giugno 2004)                                |
| 32 | 95  | Hip hip hip hypnose !                         | Ip-Ip-Ip-Ipnosi                            |                  | Hip Hip Hip Hypnosis (8 Luglio 2004)                         |
| 32 | 96  | Perdu de vue                                  | Scomparso in azione                        |                  | Missing in Action (13 Luglio 2004)                           |
| 33 | 97  | Tous aux abris                                | Tutti al riparo                            |                  | Take Cover (20 Luglio 2004)                                  |
| 33 | 98  | Mecanic Oggy                                  | L'imitatore                                |                  | Copy Cat (3 Agosto 2004)                                     |
| 33 | 99  | C'est du vol                                  | Volatori                                   |                  | High Flyers (8 Agosto 2004)                                  |
| 34 | 100 | Arrêt sur images                              | Il fischietto                              |                  | The Wonder Whistle (20 Agosto 2004)                          |
| 34 | 101 | L'Empire de l'autruche hongroise              | Lo struzzo affamato                        |                  | The Hungry Ostrich Empire (20 Agosto 2004)                   |
| 34 | 102 | Le Silence de l'espace                        | Persi nello spazio                         |                  | Lost in Space (12 Settembre 2004)                            |
| 35 | 103 | Un Q.I. de 120                                | Il lavoratore                              |                  | Working Cat (23 Settembre 2004)                              |
| 35 | 104 | Gare au gorille !                             | Attenzione alla guardia del corpo          |                  | Beware of the Bodyguard (2 Ottobre 2004)                     |
| 35 | 105 | De l'or en barreaux                           | La mia bellissima prigione                 |                  | My Beautiful Prison (13 Ottobre 2004)                        |
| 36 | 106 | Plaies et Amour                               | Vai, Jack!!!                               |                  | Go for it, Jack (7 Novembre 2004)                            |
| 36 | 107 | Vive la technique !                           | Il Techno-file                             |                  | The Techno-files (20 Novembre 2004)                          |
| 36 | 108 | Les Trois Jours qui changèrent le monde       | Soldato per un giorno                      |                  | Soldier for a Day (19 Dicembre 2004)                         |
| 37 | 109 | Le Train complètement fou                     | Non affacciarti alla finestra              |                  | Do Not Lean out of the Window (4 Gennaio 2005)               |
| 37 | 110 | Six minutes pour vivre                        | Sette minuti e conto                       |                  | 7 Minutes & Counting (7 Gennaio 2005                         |
| 37 | 111 | Le Bal des ours                               | Gli orsetti insopportabili                 |                  | Un-Bear-able Bears (21 Gennaio 2005)                         |
| 38 | 112 | Oggy et le Boa gobeur                         | Attenzione al boa!                         |                  | Warning! Boa on the Run (23 Gennaio 2005)                    |
| 38 | 113 | La Fièvre du samedi noir                      | La febbre del Sabato sera                  |                  | Saturday Black Fever (19 Febbraio 2005)                      |
| 38 | 114 | La croisière, ça m'use                        | Aiuto! Aiuto!                              |                  | Mayday Mayday! (13 Marzo 2005)                               |
| 39 | 115 | Magicien malgré lui                           | Giocatore giocato                          |                  | The Joker Joked (20 Marzo 2005)                              |
| 39 | 116 | Noël au balcon, pactisons !                   | Green Peace                                |                  | Green Peace (7 Aprile 2005)                                  |
| 39 | 117 | Aglagla                                       | Calma glaciale                             |                  | Keep Cool (11 Aprile 2005)                                   |
| 40 | 118 | La Cornemuse enchantée                        | Lo zampognaro magico                       |                  | The Pied Bagpiper (4 Settembre 2005)                         |
| 40 | 119 | Nuit blanche                                  | Una notte insonne                          |                  | Sleepless Night (14 Settembre 2005)                          |
| 40 | 120 | Oggy passe-muraille                           | Il fulmine                                 |                  | Walls Have Ears (8 Ottobre 2005)                             |
| 41 | 121 | Nouveau Nez                                   | Una faccia nuova                           |                  | Face Off (15 Ottobre 2005)                                   |
| 41 | 122 | Défense d'entrer                              | Vietato l'accesso                          |                  | Off Limits (12 Novembre 2005)                                |
| 41 | 123 | Les Rois du green                             | Una partita a golf                         |                  | Golf curse (3 Dicembre 2005)                                 |
| 42 | 124 | La Citrouille qui se prenait pour une Ferrari | La zucca che fingeva di essere una Ferrari |                  | The Pumpkin that Pretended to be a Ferrari (16 Gennaio 2006) |
| 42 | 125 | Format A4                                     | Un sosia di carta                          |                  | Paper Chase (3 Febbraio 2006)                                |
| 42 | 126 | Penalty                                       | Calcio di rigore                           |                  | Penalty Shot (19 Febbraio 2006)                              |
| 43 | 127 | Paisible Puzzle                               | Oggy e il puzzle                           |                  | Oggy's Puzzled (16 Marzo 2006)                               |
| 43 | 128 | Étages mécaniques                             | Su e giù                                   |                  | Going Up (21 Marzo 2006)                                     |
| 43 | 129 | Objectif Nounou                               | Non toccare quella culla!                  |                  | Don't Rock the Cradle (18 Aprile 2006)                       |
| 44 | 130 | Le Secret de la pyramide                      | Scarafaggi d'Egitto                        |                  | Pharonuf (16 Maggio 2006)                                    |
| 44 | 131 | Sitcom                                        | Risate a comando                           |                  | Sitcom (19 Maggio 2006)                                      |
| 44 | 132 | Chacun chez soi                               | Senza tetto                                |                  | Homebreaker (8 Giugno 2006)                                  |
| 45 | 133 | Les Mille et Une Peurs                        | Il tappeto magico                          |                  | Magic Carpet Ride (3 Luglio 2006)                            |
| 45 | 134 | Safari-Golade                                 | Safari, che passione                       |                  | Safari So good (19 Luglio 2006)                              |
| 45 | 135 | Un problème de taille                         | Joey e il fagiolo magico                   |                  | Joey and The Magic Bean (1 Agosto 2006)                      |
| 46 | 136 | Enroule du câble                              | Centauri                                   |                  | Control Freak (6 Agosto 2006)                                |
| 46 | 137 | Le Poids des mots                             | Figli dei fiori                            |                  | Flower Power (16 Agosto 2006)                                |
| 46 | 138 | Poubelles Story                               | Spazzatura                                 |                  | What a Dump (4 Agosto 2006)                                  |
| 47 | 139 | Il était un petit navire                      | Naufraghi                                  |                  | Sea Risks (18 Agosto 2006)                                   |
| 47 | 140 | Les Envahisseurs                              | Obiettivo Terra                            |                  | Mission to Earth (5 Settembre 2006)                          |
| 47 | 141 | Oggy Bag                                      | Panni sporchi                              |                  | Oggy's Bag (2 Ottobre 2006)                                  |
| 48 | 142 | La Machine                                    | La macchina delle meraviglie               |                  | Jack in a Box (2 Ottobre 2006)                               |
| 48 | 143 | Dent pour dent                                | Dente per Dente                            |                  | A Tooth for a Tooth (20 Ottobre 2006)                        |
| 48 | 144 | Mon ami le blob                               | Il blob                                    |                  | The Blob (2 Novembre 2006)                                   |
| 49 | 145 | Sens dessus-dessous                           | Sottosopra                                 |                  | Upside Down (4 Novembre 2006)                                |
| 49 | 146 | Le Barbecue                                   | La grigliata                               |                  | Barbecue (2 Dicembre 2006)                                   |
| 49 | 147 | Le Match                                      | Il duello                                  |                  | Boxing Fever (6 Dicembre 2006))                              |
| 50 | 148 | Le Septième Ciel                              | La montagna                                |                  | Up to No Good (7 Dicembre 2006)                              |
| 50 | 149 | L'Apprentissage de la vie                     | Il cucciolo                                |                  | Oggy Has Kittens (11 Dicembre 2006)                          |
| 50 | 150 | Un petit nid douillet                         | Baby Boom                                  |                  | Baby Boum (2 Gennaio 2007)                                   |
| 51 | 151 | Chute libre                                   | Acrobazie                                  |                  | Sky Diving (4 Gennaio 2007)                                  |
| 51 | 152 | Le Petit Génie                                | Bambino prodigio                           |                  | Brainchild (2 Febbraio 2007)                                 |
| 51 | 153 | Lessivés                                      | Bianco e Nero                              |                  | Black and White (23 Febbraio 2007)                           |
| 52 | 154 | Le Bowling                                    | Il bowling                                 |                  | Strike! (19 Marzo 2007)                                      |
| 52 | 155 | Les Pipelettes                                | Silenzio, per favore                       |                  | Chatter Box (2 Aprile 2007)                                  |
| 52 | 156 | Ça c'est Paris !                              | Benvenuti a Parigi                         |                  | Welcome to Paris! (16 Aprile 2007)                           |

## Fama e Gloria
Oggy è estasiato: il circo è arrivato in città! Sfortunatamente non ha soldi per andarci, e Jack ha l'idea di costruirglielo una sua versione tutta personale a casa sua. Tuttavia Gli Scarafaggi, che sono presenti, cercano di rovinare le cose.

## Nascosto e ammalato
Oggy ha un forte raffreddore e Jack vorrebbe curarlo con una puntura, ma il protagonista ha una grande paura del suo ago in quanto crede che possa fargli male e cerca in ogni modo di evitarla, finendo per colpire a Bob, che è costretto ogni volta a malmenare al Gatto Verde, fino a quando la malattia non gli viene anche a quest'ultimo, probabilmente per essere stato ingiustamente massacrato.

## Amore e baci
La sorella sportiva di Oggy, Monica, gli fa visita e Jack la vede molto Bella da morire che si innamora subito. Decide allora di fare degli Sport per conquistarla in modo molto lieto, ma finisce per far arrabbiare Gli Scarafaggi che per soluzione vogliono renderli davvero pericolosi.

## Dieta Del Latte
Dee Dee vince alla lotteria un premio caratterizzato da un soldino che ha trovato nel salvadanaio di Oggy, e si rivela essere Una Mucca Da Latte da far diventare Amica Sua. L'Amicizia così nasce a gonfie vele, ma purtroppo L'Animale finirà per infastidire gli altri abitanti della casa, costringendogli a scacciarla. Dee Dee però la fa ritornare con una soluzione alternativa. Oggy, imbarazzato, chiamerà un Toro per risolvere la faccenda. Il suo piano si rivela un successo, poiché si innamorerà costantemente di Lei, e I Due se ne vanno. Il piano di Dee Dee per produrre il latte è affondato, ma Joey e Marky gli tirano su il morale facendogli utilizzare per un po'il salvadanaio di Oggy, e lui accetta.

## Giorno di bucato
Mentre cerca il mangiare nel bidone della spazzatura, Dee Dee si sporca. Joey e Marky lo sorprendono e si mettono a fargli il bagno. Tuttavia, mentre stanno preparando tutto l'occorrente, distruggono la vasca e mandano in cortocircuito il tubo che fa uscire l'acqua che, nel processo, inonda tutto il quartiere. Oggy, che si stava rilassando, scopre il disastro e tenta di verificarlo, ma, dopo molti tentativi, si arrende a mani vuote. Una Papera che sale in superficie, invece, riporta il quartiere alla normalità. Oggy, lasciato seduto sopra un abete, scopre che era attaccata al tappo dello scarico della vasca rotta Dagli Scarafaggi e, scoprendo che le sue possibilità di vita sono state ormai rovinate, Lui si dispera.

## Shopping folle
Oggy va a fare la spesa al supermercato, ma deve rendersi conto che Gli Scarafaggi sono presenti e che, per colpa loro, finirà per combinare dei disastri. Il Proprietario vede tutto e, spazientito, lo butta fuori minacciando di firmarlo se lo vede ritornare. Il Gatto, che non si dà per vinto, proverà a rifarla con dei travestimenti, tra cui dei baffi e un vestito da innamoramento, ma anche questi Due non funzioneranno. Quando crede che per Lui ci sia un'ultima possibilità, l'edificio sta già chiudendo, e si scontra con L'Uomo che decide di fargli pagare quello che ha fatto, con grande divertimento degli Insetti. Lui è ridicolizzato e tenta di uscire, ma fallisce.

## La mania dello sci
Oggy e Jack vanno a sciare nelle Alpi, e prendono cose diverse per il loro appuntamento: Lui lo slittino e L'Amico Gli Sci. Tuttavia, anche Gli Scarafaggi si uniscono e faranno scendere il protagonista in un sentiero davvero grande e terrificante. Jack si mette a salvarlo, ma anche la sua corsa sarà spericolata. Dopo essersi ritrovati, si metteranno a bere Il Tè Caldo vicino al fuoco e legheranno Gli Scarafaggi in mezzo all'orologio che Il Gatto Azzurro ha mostrato all'Amico, dove verranno picchiati da Due Pupazzi con il Loro Martello per vendicarsi del pericolo che Loro gli hanno fatto passare.

## Completamente fuori forma
Realizzare bambole di argilla è solitamente un'attività divertente, ma per Oggy sta per diventare un incubo: i malvagi scarafaggi hanno scoperto le proprietà voodoo della bambola di argilla Oggy e sono determinati a infliggere un dolore inimmaginabile al povero gatto, che vuole vendicarsi. Alla fine ci riesce, aiutato da Jack, ma viene accidentalmente beccato allo stesso quando suo cugino l'ha pesta.

## Collorosso pidocchioso
Il cugino di campagna degli scarafaggi viene a trovarci e i nostri tre furfanti non potrebbero essere più felici. Come scopre Oggy, tuttavia, il piccolo bifolco non è un semplice scarafaggio; è un giardiniere professionista e amante della natura che presto ripara le piantagioni danneggiate di Oggy e si guadagna la sua amicizia. I nostri scarafaggi non sono molto contenti di questo...

## Oggy il vagabundo
Oggy vuole fare un viaggio, con una roulotte per rilassarsi attaccata a una motocicletta, ma gli Scarafaggi, che devono impedirglielo, renderanno tutto movimentato

## Il pinguino
Oggy vuole una frittata, ma non è l'unico: anche Dee Dee vorrebbe mangiarla. Tuttavia, c'è Un Pinguino nel frigorifero che non permette niente. Grazie a Jack, riesce a scoprire che è l'esemplare del Polo Nord e identifica le sue stime di vita.

## Questo è l'ultimo filo
Joey interrompe bruscamente l'osservazione di stelle di Oggy, e allora Lui risponde con uno schiaffo di schiacciamoschie. Joey è infastidito, ma vede una gomma sotto il cuscino di Jack e l'ha mette sul binocolo del Protagonista per fargli credere che un'apocalisse sta per arrivare sulla terra per vendicarsi. I Due Gatti si fanno prendere dal panico e decidono di fare un viaggio con il loro personale razzo spaziale per risolvere le cose. Tuttavia il giro sarà molto arduo e finiscono per rovinare la terra, venendo mandati in prigione. Lì scoprono che non c'era nessuna apocalisse, in quanto era la gomma da masticare di Jack, a cui la mangia, ma che era uno scherzo degli Scarafaggi. Oggy, rimasto ormai senza dubbi, non può fare altro che infuriarsi.

## Movimento continuo
Per colpa di Joey, Oggy rompe il suo telecomando che gli serve per accendere la Tv, ed è scioccato. Jack, che assiste alla scena, si mette a ripararlo, ma Lo Scarafaggio mette dell'olio e lo fa diventare magico, dove congela e manda avanti e indietro il tempo, rendendo i suoi sforzi inutili.

## Vita in spiaggia
Stanco di vedere Oggy senza nessuno e annoiato, Jack decide di far affittare la sua abitazione alla gente di Animville, a cui lì non piove mai, trasformandola in una spiaggia, per fargli avere una compagnia da vivere. All'inizio Lui è felice, ma, quando tutti gli rubano i suoi beni, la sua nuova vita non sarà come si aspettava e, grazie agli Scarafaggi, riuscirà a riavere indietro quella vecchia, facendo finire suo cugino verde nei guai.

## Salvate Dee Dee!
Oggy vede agli Scarafaggi che saccheggiano il suo orto, e mette un recinzione per evitare che ritornino, ma finisce per lasciare dentro accidentalmente a Dee Dee, che rimane sconvolto dal suo gesto. Lì viene adottato da un Riccio, a cui si affeziona subito. Dopo tanti pensieri, Joey e Marky riusciranno a salvarlo. Il povero Riccio infine, rimasto senza pelliccia, viene adottato da Oggy, ma una volta che Il Gatto torna nella sua casa, viene fulminata da una tempesta in corso.

## Il gas della risata
Jack scopre che Gli Scarafaggi hanno preparato un set di chimica, e Lui inizia ad inventare in mezzo a questo una formula esplosiva nella speranza di sconfiggerli, ma Joey ribalta la situazione trasformandolo in una gas della risata e facendo ridere Ai Fratelli e Al Gatto Verde come risultato. La risata diventa in seguito incontrollabile cacciando Oggy in diversi guai, e Jack deve salvarlo, ma non servirà a nulla. Decide infine di trasformare I Tre Parassiti in ridacchiatori buoni che fanno divertire. Il Gatto Blu all'inizio rifiuta poiché in verità sono come al solito sporcaccioni e cattivoni, ma, quando scopre tutto, inizia a divertirsi e così si riconciglieranno.

## Ip-Ip-Ip-Ipnosi
Marky impara l'ipnosi; il suo primo soggetto di prova, il pesce rosso di Oggy, è un successo. Quindi mette Oggy sotto l'incantesimo e, dopo molteplici prove, lo porta in città, dove finirà per combinare disastri alla gente, che alla fine arriverà furibonda a casa sua mettendolo in grossi guai.

## Scomparso in azione
Oggy e Jack vanno a fare jogging nel parco, ma il gatto blu inciampa, si blocca l'alluce e perde le tracce di suo cugino. Decide così di fare un percorso per seguirlo, ma nel tragitto e grazie agli scarafaggi si ritroverà in certe situazioni strane. Infine la situazione si ribalterà, con la gente venuta a far notare al gatto verde il caos che suo vugino ha provocato. Lui inizia a scappare, mentre essa pensa alle proprie drastiche voglie di picchiarlo.

## Tutti al riparo
Jack adora giocare con i suoi soldatini, ma sveglia ad Oggy che vorrebbe dormire e viene cacciato in giardino. Tuttavia, quando Gli Scarafaggi gli fanno notare che una vera e propria guerra si sta abbattendo nel giardino nonostante sia solo finta, la sua passione per il suo gioco preferito diventerà una catastrofe. Decide di vendicarsi facendoli esplodere, e si compiace mettendosi a ridere veramente.

## L'imitatore
Una nuova malizia degli Scarafaggi ha Rotto l'Orecchio di una delle figurine di Oggy, facendo cadere Il Protagonista in uno stato catatonico. Mentre Lui cerca di chiarire tutto, Il Trio si annoia senza una nemesi che Lì insegua, e decide dunque di costruire un Robot tale e quale ad Oggy, ma la caccia subirà soggetti ridicoli di quello che pensavano. Grazie al Gatto che si è ripreso, Gli Scarafaggi, ormai senza speranze, insieme al Robot e a Bob, accidentalmente aggiunto, saranno messi fuori combattimento, venendo catapultati tutti e cinque nello spazio. Ma anche Lì L'Inseguimento ha ripreso la forza e infatti continua.

## Volatori
Oggy e Gli Scarafaggi stanno guardando un documentario sulla natura, dove è presente un Uccello che è incapace di volare. Ispirati da questo, Dee Dee e Joey decidono di far fare delle prove di esercitazione della stessa attività di cielo a Marky. Tuttavia Il Loro Fratello ha le Idee poco chiare per compierle, come all'Uccello del documentario, e si riveleranno molto difficili di come se le aspettavano. D'Altronde Oggy, quasi stupito dal caos che stanno causando mentre sta pescando nella sua fantastica piscina, non ha dubbi. Alla fine Gli Scarafaggi riescono a volare come avevano previsto, ma vengono accidentalmente mangiati dall'Uccello e dalla Sua Madre che sono spuntati fuori dal documentario già visto in precedenza.

## Il fischietto
Oggy ha appena ricevuto per posta un fischietto da Jack, e scopre che può congelare il tempo. Ma Gli Scarafaggi, che assistono alla scena, fanno la stessa cosa, ma si riveleranno pasticci. Grazie all'Inseguimento che culminerà in uno stadio dove si sta svolgendo una partita di Rugby, tutto tornerà come prima.

## Lo struzzo affamato
Jack affida per un po'il suo struzzo domestico ad Oggy. Purtroppo non è felice in quanto mangia tutto ciò che egli trova, e finisce per farsi mettere nei guai con Bob. Gli Scarafaggi, vedendolo, decidono di cavalcarlo e di fare un pasto, a cospetto delle loro altre volontà. Dopo esserselo ripreso, Jack lascia ad Oggy un uovo da mangiare per la cena. Il Gatto lo apre, ma trova basito a Joey che è ancora incantato dall'animale, anche se è ormai andato via.

## Persi nello spazio
Oggy deve comandare e pilotare una nave spaziale al posto di Un Ragazzo che va in vacanza, ma anche lì non mancheranno Gli Scarafaggi che porteranno ovviamente lo scompiglio. La Verità, in effetti, è che nessuno lì sente, e sarà Oggy a risolvere la cosa.

## Il lavoratore
Oggy non ha soldi per vivere, e Gli Scarafaggi gli ricordano che se vuole farlo deve trasferirsi in una montagna di debiti e fratture. Lì deve affrontare a Bob, e, dopo aver avuto da Loro qualche aiuto, può finalmente tornare alla normalità.

## Attenzione alla guardia del corpo
Oggy è stanco di venire maltrattato pesantemente dagli Scarafaggi, e chiama una guardia del corpo per liberarsi dei loro dispetti. Tuttavia, l'uomo ha un potere distruttivo, fino a far finire tutti all'ospedale.

## La mia bellissima prigione
Gli Scarafaggi inventano uno scherzo rischioso per Oggy, e gli fanno credere che nella prigione di Animville c'è un tesoro. Impazzito per trovarlo, si avventura ad un passo di chilometri dall'edificio, ma purtroppo le cose saranno diverse da come se le immaginava e finirà per essere arrestato solo per aver rapinato la banca della città, e così ha capito grazie a Loro che chi commette reati, anche gravissimi, subisce la stessa drammatica, pericolosa e terribile sorte apposta.

## Vai, Jack!!!
Monica ritorna durante una partita a ping pong tra Oggy e Jack. Naturalmente, Jack cerca ancora una volta di conquistare il suo cuore, questa volta impegnandosi in qualsiasi attività sportiva che sta facendo. Tuttavia, non solo è fuori dalla sua portata, ma gli scarafaggi si presentano ancora una volta per devastarlo... di nuovo.

## Il Techno-file
Oggy perde un'altra battaglia con gli scarafaggi per un pesce. Jack è costernato: come può Oggy sperare di sconfiggere gli scarafaggi con qualcosa di piccolo come uno scacciamosche? È nel suo laboratorio segreto che mostra a Oggy un modo più efficiente per catturare i tre piccoli una volta per tutte: un completo da sterminatore di scarafaggi! Ma ogni invenzione, nonostante tutti i suoi vantaggi, ha la sua giusta dose di difetti, se non di più.

## Soldato per un giorno
È tempo che Oggy faccia un po' di tempo nell'esercito; dopotutto, è stato ritenuto idoneo al servizio. L'impaziente e irritabile sergente istruttore in carica abbaia ordina a Oggy di provare a trasformarlo in un soldato perfetto. Sfortunatamente, mentre gli scarafaggi sono ancora in giro a causargli problemi, è abbastanza ovvio che Oggy non è del tutto tagliato per i militari...

## Non affacciarti alla finestra
Oggy sta tornando a casa da Parigi, accompagnato da Jack. Poco dopo Gli Scarafaggi si presentano e Il Gatto Verde tenta di impedire a Loro di guidare il veicolo, ma fallisce. Naturalmente faranno fare al protagonista un giro sfrenato, ma finiranno per combinare guai.

## Sette minuti e conto
Mentre va a fare un Picnic al parco con Jack, Oggy viene morso da una Vipera e Il Gatto Verde deve salvarlo prima che abbia la meglio, ma, per colpa degli Scarafaggi, è più inutile del dovuto. Grazie ad una cura tornerà a posto, ma quando mangia poco dopo I Funghi raccolti dal parco, Jack subisce lo stesso effetto, lasciando il protagonista senza parole.

## Gli orsetti insopportabili
Oggy si prepara per una festa in maschera in occasione del carnevale, ma si imbatte in un Orso. In realtà è un travestimento di Jack. Ma quando altro capita e attira l'attenzione di un Orsa che scambia il Gatto Verde per il suo marito, gli affari iniziano a precipitare.

## Attenzione al boa!
Oggy e Jack trovano un Boa mentre fanno un Picnic allo Zoo dove vive, ma, grazie alla presenza degli Scarafaggi calciati poi dentro la sua bocca, finiscono per portarlo accidentalmente a casa. I Due Gatti cercano di disfarsene, ma, se il primo è vivo, il secondo finisce per essere mangiato. Inizia una lotta tra i Gatti, Gli Insetti e Il Serpente, a cui mangia molte cose, che finirà nell'intromissione di Bob dopo che ha mangiato il suo spuntino. Jack si libera, ma è uguale ad un cactus di spine ingogliato dall'animale. Viene portato allo Zoo con il Serpente ancora affamato, dove giura che a sua volta si libererà.

## La febbre del Sabato sera
C'è del petrolio nel cortile di Oggy! Inizialmente disinteressato e disgustato, Oggy si rende conto del profitto che guadagna vendendo petrolio e, dopo aver ottenuto i soldi da un imprenditore, installa presto oleodotti, pompe e altri meccanismi per raccogliere questa preziosa risorsa. Joey, che è tornato dalle vacanze con gli altri scarafaggi, si interessa presto a questa imprenditorialità... Episodio citato all'omonimo film del 1977.

## Aiuto! Aiuto!
La crociera di Oggy si preannuncia pacifica: Jack, Joey e Marky hanno il mal di mare e lui è apparentemente l'unico a non essere colpito. Sfortunatamente, lo è anche Dee Dee; lo scarafaggio ruba bruscamente morsi da un panino con cui voleva dare da mangiare a un gabbiano amichevole, prima di provocare Oggy in un altro inseguimento. Ora Oggy deve impedire a Dee Dee di rovinare il suo viaggio o, peggio, affondare l'intera crociera!

## Giocatore giocato
Oggy è gioioso perché non vede l'ora di andare a visitare a Terra e ai suoi genitori con un vestito elegante per un appuntamento da Lui ideato. Tuttavia Il Fattorino ha confuso l'abito del Gatto con quello di Un Mago. Oggy, ignaro dell'errore, va comunque nella villa della Bella e Giovane Ragazza, ma, grazie alle sue scarse capacità di essere Il Mago e alla presenza di Dee Dee, Lui finalmente lo scopre e non tutto andrà bene.

## Green Peace
Oggy è in estasi per il natale, e inizia a procurarsi un piccolo abete per la festività, che però inizierà a sciogliersi subito. In seguito arriva l'Oggy Angelo, che gli dice che nel cortile della casa ci sono tanti altri abeti che si può procurare. Allora il gatto inizierà a crederlo, ma gli Scarafaggi continueranno a distruggerli tutti quanti. Infine né manca solo uno, e all'ultimo tentativo di abbatterlo arriva Babbo Natale, che gli dà i regali, ma quando se ne va inciampa e cade sopra di esso, distruggendolo. Oggy, alla vista di ciò, crede che il suo natale è stato frenetico da come se lo aspettava e decide di vendicarsi.

## Calma glaciale
Ci si è nella notte, e Gli Scarafaggi rubano il cibo dal frigorifero di Oggy senza chiuderlo. In questo modo il ghiaccio copre tutta la terra. Oggy e Jack, venuti a conoscenza dell'accaduto, sono costretti ad analizzare la situazione, finendo però per far attirare involontariamente gli animali polari che gestiscono l'era glaciale, e solo uno di loro farà spazzare via il ghiaccio, tranne per il fatto che Animville è ancora piena d'acqua. Solo Oggy e Jack lo scopriranno quando l'auto di quest'ultimo urterà la barca, presumendo che si tratti di un mare deformato.

## Lo zampognaro magico
Oggy incontra il mostro di Loch Ness mentre si tuffa in piscina. Nessie è una creatura divertente, ma è piuttosto distruttivo e invadente date le sue dimensioni, e la sua presenza disturba gli scarafaggi, almeno questo è ciò che pensa Dee Dee. Vuole che il mostro esca, e alla fine lo farà anche Oggy.

## Una notte insonne
Oggy è assonnato una volta tornato da una serata svolta fuori e si mette a dormire, ma gli scarafaggi gli faranno passare il sonno con i loro piani e trasformeranno i suoi dolci sogni in amari incubi. Ormai arreso va fuori di testa, e anche in questo contesto loro lo tormenteranno da morire.

## Il fulmine
Un fulmine colpisce l'antenna TV di Oggy durante una notte tempestosa, quindi il gatto blu si dirige verso il tetto per ripararlo... quando un fulmine lo colpisce e lo fa scivolare a terra. A quanto pare, questo incidente ha dato a Oggy il potere di attraversare i muri! Questo potere è molto utile per ripagare Jack; in precedenza aveva costretto Oggy a salire sul tetto in primo luogo. Ma per inseguire gli scarafaggi? Non così tanto...

## Una faccia nuova
Gli scarafaggi deformano orribilmente la faccia di Oggy dopo uno scherzo meschino e Jack deve portare suo cugino d'urgenza in ospedale per un intervento chirurgico. All'eccentrico chirurgo viene data una foto del viso di Oggy per aiutare, ma i tre burloni non hanno ancora finito; continuano a modificare la foto per dare a Oggy la faccia sbagliata. Jack è oltremodo disgustato; perché mai il chirurgo continua a pasticciare solo per un semplice compito?!

## Vietato l'accesso
Stanchi di perdere le sfide con Oggy, Gli Scarafaggi si trasferiscono a casa di Bob con i beni del gatto. Quest'ultimo non è d'accordo e le tenta tutte per riprendersele, Ma Bob, credendo che voglia solo combinare disastri, non vuole farlo entrare a casa sua e glielo impedirà in tutti i modi, e in più lo picchia perfino quando si rifiuta di andarsene. Alla fine riavrà indietro tutto da loro quattro. Oggy si compiace allo stesso, anche con un'esplosione di dinamite Da Loro ricevuta.

## Una partita a golf
A Jack piace considerarsi un vero professionista del golf, ma Oggy sa che non potrebbe essere più sbagliato; durante una gita sul campo da golf, Jack continua a sbagliare molti dei suoi colpi e a lasciare che il povero Oggy si prenda cura di loro. Ma il cugino di Jack non è tipo da tollerare le sue sciocchezze, e presto Jack avrà un buco in uno... potrebbe essere l'ultimo per un po'.

## La zucca che fingeva di essere una Ferrari
Per la prima volta nella storia del cartone, non ci sono Gli Scarafaggi, e in questo Episodio dove sono assenti Oggy calpesta Una Rana. Una volta tornata normale, si trasforma in Una Fata che diventa Amica di Oggy e fa diventare la sua borsa della spesa in un furgone per far surriscaldare l'atmosfera. In seguito si affezionerà anche a Jack che, innamorato, decide di portarla in discoteca. Il Ballo con Lei sarà invece arduo in quanto dà fastidio a Bob che decide di picchiarlo e infine sa che il tocco della magia tra Fata e Rana ha dei costi molto positivi.

## Un sosia di carta
Un nuovo dispetto Degli Scarafaggi fa finire ad Oggy nella fotocopiatrice e Lui alla fine è incastrato in un foglio di carta che gli rende la vita molto difficile. Naturalmente I Tre Parassiti, dopo averlo ridicolizzato, fatto a pezzi e fatto volare in mezzo alla Città, prendono spunto su come sarà la loro vita ora che lì farà vivere in pace. Oggy, infine, si libererà e tutto cambierà.

## Calcio di rigore
Jack ama il Calcio e farà di tutto per non perdersi la sua partita preferita del cuore, anche se non sarà come si aspettava. Joey, anche Lui appassionato, si unisce al divertimento fallito, ma viene scacciato. Scioccato dalla cosa, decide di inventare un campo da Calcio con delle strategie tutte sue, e lo forma addirittura sul corpo del Gatto Verde, che però non è d'accordo e si mette a gridare disperato.

## Oggy e il puzzle
Mentre Oggy finisce l'ultimo pezzo del suo enorme puzzle, non riesce a scoprire dove dovrebbe andare l'ultimo pezzo. Con l'aiuto di Jack lo trova... una via d'uscita nel mezzo. Oggy e Jack cercano di inserire l'ultimo pezzo senza eseguire il puzzle, inutilmente. Peggio ancora, Joey ruba l'ultimo pezzo, ed è abbastanza ovvio che non si fermerà qui...

## Su e giù
Oggy si rende conto che le scale della sua casa sono lunghe per salire e inseguire gli Scarafaggi, così decide di installare un ascensore per non stancarsi mai più e avere la meglio su di loro. All'inizio la sua soluzione si rivela un successo, ma, quando loro prendono spunto della cosa, si intromettono e vogliono rendere le cose molto difficili.

## Non toccare quella culla!
Oggy si deve prendere cura del figlio di Jack e Monica in quanto i due devono compiere un imprevisto, ma, con Gli Scarafaggi che si uniscono, il compito non sarà per niente facile. Le loro buffonate termineranno quando esploderà la casa del gatto, provocata accidentalmente dal piccolo dopo che ha acceso il Gas con il piede camminando sui bordi della cucina, e Lui ammette di essere senza speranze per l'accaduto, svenendo addirittura in mezzo alle ceneri presenti.

## Scarafaggi d'Egitto
Oggy e Jack sono in tournée in Egitto e gli scarafaggi si presentano per causare problemi. Ma questo particolare inseguimento porta Oggy a cadere in profondità nella piramide! Joey, cercando la tomba della mummia al centro per fare fortuna, trascina i suoi amici con sé durante il viaggio verso il basso. I quattro finiscono... ai tempi dell'antico Egitto! Lì, una versione da faraone di Bob mette Oggy al lavoro per costruire la piramide e adora i tre parassiti...

## Risate a comando
Oggy sta guardando una sitcom con una risata registrata. Joey trova un registratore con la stessa identica risata sentita in televisione e decide di fare uno scherzo a Oggy; segue segretamente Oggy e suona il registratore ovunque si trovi il gatto. Oggy è inizialmente confuso, ma quando vede cosa sta succedendo, ingoia accidentalmente il registratore... proprio mentre arrivano Jack e Monica, litigando ad alta voce. E Jack non è molto contento di ciò che percepisce come Oggy che lo prende in giro...

## Senza tetto
A causa di un nuovo inseguimento con gli scarafaggi, Oggy distrugge la casa di Bob. Il cane è costretto a trasferirsi a casa del gatto. Ma il nostro eroe non è d'accordo e si dà da fare per superarlo in astuzia e respingerlo. Alla fine ci riesce, ma l'arrivo della pioggia fa diventare inconsapevolmente i suoi piani scombinati.

## Il tappeto magico
Oggy riceve un tappeto. Ma, grazie alla scoperta degli Scarafaggi, non è normale, ma magico. Dopo che i tre parassiti si fanno un giro spericolato fino a sporcarlo, è il turno di Oggy. Tuttavia quello del Gatto sarà più spericolato di quello di prima che hanno fatto Gli Insetti, fino a farlo arrivare in cielo grazie alla dinamite messa da Joey. Jack, scoinvolto, si precipita a salvarlo. Inizialmente ci riesce, ma rimane intrappolato nel cielo. Il copione si rovescia, ma l'elica ha colpito a Bob che decide di vendicarsi. Oggy decide infine di vendere il tappeto al camion della spazzatura, ma il potere dell'oggetto contagia le mosse del veicolo e di conseguenza esso travolge a Bob, ferendolo nel processo. Oggy si compiace, solo che una ruota di gomma atterra sulla sua faccia, e lui si perplesisce.

## Safari, che passione
Oggy e Jack decidono di andare a fare un Safari in Africa, addirittura fotografando qualsiasi Animale che incontrano, ma nessuno di loro né vuole sapere e tutti lì picchiano. E poi si unisce a loro Dee Dee. Anche con Lui i guai non mancheranno.

## Joey e il fagiolo magico
Oggy è assonnato e va a letto, ma, una volta addormentato, subisce un altro scherzo di rappresaglia da Joey. Il Gatto è stanco del fatto e schiaffeggia a Lui e ai suoi Fratelli, mandandoli nella loro casa. Dopo un po', Joey è stufo per il fatto che è più piccolo dei suoi compagni, e sogna una scatola di fagioli che lo fanno crescere da una dimensione all'altra. Gli viene data dal suo idolo preferito, Il Jolly Green Giant, ma essere grandi per lui, anziché sconfiggere Oggy e dominare il mondo, significa essere troppo grande per stare con i suoi fratelli per il fatto che rovina tutto con il proprio peso e, ormai scioccato dallo scenario compiuto, decide di sgominare le sue volontà, accettando di essere il più piccolo di loro e restare il solito Joey di sempre, venendo a sua volta sconfitto.

## Centauri
Oggy e Jack litigano se vedere o il Ping Pong o la gara di moto, e decidono infine di fare la corsa per chiarire finalmente le intenzioni. Oggy però è già partito prima del cugino che, nel tentativo di seguirlo, si ferisce il piede e incomincia a correre all'ultimo minuto, finendo invece per essere sempre in tempo visto che recupera i giri persi, andando a folle velocità e a finire nella casa di Bob. Lui ha vinto, ma non viene sorprendentemente picchiato. Joey riceve così i suoi soldi. Tuttavia aveva programmato una cosa da fare con i suoi amici e la sta infrangendo. Joey, rimangiandosi il patto, dice che ha cambiato qualcosa e che comanda Lui e, per ricongiungersi al vincitore, si rifiuta di darglieli. Inizia così una lotta tra Loro e Dee Dee e Marky, e saranno così quest'ultimi ad avere la meglio. Infine, I Due Gatti si dedicano a tutto, e si riconcilieranno. 

## Figli dei fiori
Oggy non né può finalmente più per il fatto che Gli Scarafaggi, persino Joey, gli rovinano la vita. Decide di diventare Zen, a cui non lo è mai quando ha a che fare con Loro, per sfruttare questa difficile circostanza. Essi invece non se ne avvedono e cercano di farlo arrabbiare ancora di più anche con la sua nuova attività, ma i loro piani saranno sgominati. Alla fine sarà Jack a subire un drammatico effetto, ovvero quello di farsi spellare dal tagliaerba dell'amico, ma sarà soddisfatto allo stesso e lo acclamerà comunque bravo per aver avuto un piano per liberarsi di Loro e posa il libro sotto il tavolo, sostituendo una delle gambe rotta. Oggy però è perplesso.

## Spazzatura
Oggy, per liberarsi degli Scarafaggi, lì mette nella spazzatura, ma l'uomo del camion, nel tentativo di mettere il sacco, mette accidentalmente anche il gatto dentro facendolo finire nella discarica. Dopo diversi tentativi a vuoto a causa degli insetti, riesce a tornare a casa grazie a delle molle che ha trovato. Tutto è ritornato alla normalità, ma, per una cosa che ha fatto in discarica, la spazzatura lo raggiunge e lo torna a immergere, facendolo venire deriso nel processo.

## Naufraghi
La nave da crociera di Oggy e Jack è affondata e sono bloccati su una zattera gonfiabile. Jack ha bisogno di trovare una via d'uscita vivo pur mantenendo il razionamento del cibo. Ma l'affamato Oggy mangia tutti i loro biscotti e, quando provano a pescare, Dee Dee, che è stato con loro tutto il tempo, mangia tutto il loro pesce. Mentre la tensione aumenta tra i due, riusciranno a trovare un modo per tornare a riva?

## Obiettivo Terra
Gli scarafaggi cattivi fanno in modo che Oggy rompa ogni gnomo da giardino che ha. Oggy prepara uno scherzo di vendetta che si ritorce contro e catapulta lui e Joey... su Marte! I ragazzi esplorano il pianeta e scoprono gli gnomi da giardino... che si rivelano essere... un piano per conquistare la Terra!

## Panni sporchi
Oggy fa il bucato, ma gli scarafaggi si portano via la borsa dei vestiti. Convinto di riprenderseli indietro, scopre che il sacco è magico, dove ha un interno in cui hanno vera e propria volontà di vivere. Dopo duri incontri con essi, vedono che ha il volante come i veicoli e la mettono in moto, seminando il terrore in città. Alla fine arrivano in una montagna in cui abitano degli orsi polari, e Oggy, rimasto senza speranze, si dispera.

## La macchina delle meraviglie
Jack può inventare ciò a cui si propone. E questa volta, è una macchina che trasforma qualsiasi cosa metta in qualcosa su cui imposta la macchina. Riesce a prendere il latte da una mucca per Oggy, ma quando gli scarafaggi interferiscono, la mucca si vendica infilandolo nella macchina, con cui i tre bulli scherzano e trasformano il povero Jack in lattine di se stesso. Riuscirà Oggy a rimetterlo insieme?

## Il Dentierino
Gli scarafaggi incollano un dentierino alla bocca di Oggy. Dopo una serie di fallimenti, a cui viene aiutato da suo cugino Jack a cui può sempre contare su di lui, riesce a rimuoverlo. Gli scarafaggi, disposti a vendicarsi, gli fanno perdere a loro volta i suoi denti, ma il gatto si prende una rivincita e lì mette nella sua bocca per sostituirli.

## Il blob
Cosa c'è di più rilassante che meditare davanti a una lampada di lava? Fondamentalmente è così che si sente Oggy. Ma come tutti sappiamo, gli scarafaggi non si rilassano mai: Dee Dee e Marky trascinano Oggy per strada per farsi investire da un camion, e poi il trio scopre il blob che vive lì dentro, che Joey libera. Quindi, quando Oggy torna per picchiarli, scopre che hanno guadagnato un alleato fin troppo potente...

## Sottosopra
Una giornata particolarmente ventosa fa volare la casa di Oggy, che atterra su un albero. Il gatto non riesce a fare quello che vuole fare, e continua ad essere umiliato dagli Scarafaggi che si divertono. Quando il vento si fa retromarcia, la casa torna come prima, ma calpesta il piede di Bob che, per fargli pagare la cosa, la fa ribaltare, ferendolo di nuovo.

## La grigliata
Oggy sta facendo un barbecue, Jack sta cercando di far volare un aquilone e gli scarafaggi stanno giocando a tennis. Dovrebbe essere una giornata tranquilla, ma gli scarafaggi infastidiscono accidentalmente Jack, che inizia una faida con loro che lo mette nei guai con una madre falco che nidifica sull'albero di Oggy. Poi Dee Dee ha un'idea malvagia; attacca un'enorme massa di spago a Bob il vicino e lega l'altra estremità a Oggy... e il risultato finale è un gatto simile a una palla di racchetta!

## Il duello
A volte, quando Bob si arrabbia con Oggy, è grazie agli scarafaggi. Questa volta, lo attaccano in modo inappropriato e lasciano che Oggy si prenda la colpa. Bob sfida il suo vicino a duello e Oggy, ora anche lui arrabbiato, accetta. Bob si accontenta di un incontro di boxe e non c'è niente che Oggy possa fare al riguardo: Bob è colui che sceglie le condizioni. La differenza di forza è molto evidente tra i due, quindi Oggy chiama Jack per allenarlo. Ma possono finire in tempo, anche con Bob che gongola per la sua sicura vittoria?

## La montagna
Oggy trova una misteriosa leva nel suo giardino e i suoi tre curiosi la attivano. Il risultato è una montagna gigantesca che intrappola la casa di Oggy proprio in cima! In precedenza, Oggy aveva messo in forno del pollo arrosto, e ora deve arrivare in cima prima che bruci o peggio, gli scarafaggi affamati lo rubano. Ma numerosi ostacoli lo aspettano, tra cui uno yeti che balla in discoteca. Riuscirà Oggy a scalare la strada verso la vittoria?

## Il cucciolo
Oggy salva un gattino randagio che gli scarafaggi stavano tormentando. Per gratitudine, il gattino gli sta accanto e Oggy decide di educarlo sulla vita di un gatto. Le lezioni di Oggy naturalmente non vanno troppo bene; Jack è stranito dagli improvvisi manierismi nella vita reale di suo cugino e i tre marmocchi ridono di lui. Ma il gattino impara in fretta, e all'ultima lezione, forse troppo in fretta...

## Baby Boom
Una cicogna lascia un bambino nel cortile di Oggy. Il proprietario è in preda al panico; cosa farà con un bambino che non ha chiesto o di cui non sa prendersi cura? La soluzione: lasciarlo a casa di Bob. Bob non è molto contento quando scopre cosa ha fatto Oggy, quindi lascia il bambino e un altro gli viene dato a casa di Oggy come vendetta. È guerra tra cane e gatto: chi avrà l'onore di prendersi cura di tutti i bambini?

## Acrobazie
Jack è pronto a fare la proposta a Monica, ma l'esuberante ragazza sportiva vede un po' di paracadutismo in televisione e invita Jack a unirsi a lei. Jack non vuole, ma Oggy ridendo di lui lo convince e trascina con sé suo cugino come punizione. Ai tre vengono dati i paracadute e Monica li istruisce su cosa fare. Ma nessuno si è reso conto che Dee Dee si è intrufolato per unirsi al divertimento e sabota il paracadute di Jack...

## Bambino prodigio
Oggy incontra un ragazzino grasso seduto per strada al suo computer, e il giovane lo segue a casa, costringendo Oggy ad accoglierlo con riluttanza. A quanto pare, questo ragazzo apparentemente normale è in realtà un bambino prodigio! Non vuole nessuno dei normali giocattoli di Oggy; preferirebbe aumentare la sua intelligenza ed eseguire esperimenti. E solo per fortuna, i tre parassiti si imbattono in lui...

## Bianco e Nero
Gli scarafaggi svuotano la candegina di Oggy che inonda la casa e il cortile, formando quasi il frigorifero dello stesso colore, il rosa. A causa dell'arrivo della pioggia, una volta sciolta visto che è magica, fa diventare tutto in Bianco e Nero. Il gatto, dopo molte peripezie, inizierà a far ritornare tutto come prima, ma la pioggia rovina l'intento. Solo un arcobaleno può accontentarlo, ma, quando si guarda la televisione e a causa di qualcosa andato storto senza sapere di cosa si tratta, la sorte subita prima si ripresenta. 

## Il bowling
Il bowling di Oggy interrompe il gioco dei bastoncini degli scarafaggi, quindi cercano di fermarlo. Jack si unisce alla mischia, e presto segue un inseguimento fuori casa, attraverso le strade, e fino a una vera pista da bowling, dove un corpulento giocatore di bocce, che si prepara a giocare, viene catturato nel mezzo della battaglia tra i gatti e gli scarafaggi.

## Silenzio, per favore
Oggy compra biscotti con la capacità di far parlare all'infinito qualcuno. Ne prova uno, ma è troppo salato e non sembra funzionare su di lui. Dee Dee ne prova uno e finisce per diventare un pazzo loquace, incapace di fermarsi. Sfortunatamente, a nessuno piace un chiacchierone; Dee Dee viene così picchiato ovunque vada solo perché non riesce a fermarsi. Ma la sua fortuna potrebbe cambiare quando anche Jack mangia un biscotto...

## Benvenuti a Parigi
Oggy fa finalmente il viaggio a Parigi, già ideato, anche per uno spettacolo di Ballerine Francesi, ma deve vedersela con gli scarafaggi, che anche lì porteranno lo scompiglio, che culminerà al dì fuori del Gobo Di Notre Dame. A causa di tutto l'accaduto, viene arrestato e costretto a guardare lo spettacolo dalla prigione, ma a Lui non importa perché sbagliando si impara.